# پیت شلی
پیت شلی (انگلیسی: Pete Shelley؛ زادهٔ ۱۷ آوریل ۱۹۵۵ - 6 دسامبر ۲۰۱۸) موسیقی‌دان، خوانندگی، ترانه‌سرا، گیتارنواز اهل انگلستان است. وی از سال ۱۹۷۵ میلادی تاکنون مشغول فعالیت بوده‌است.